# Museu Nacional de les Filipines
El Museu Nacional de les Filipines és el dipòsit oficial establert el 1901 com a museu d'història natural i d'etnografia de les Filipines.
El seu edifici va ser dissenyat el 1918 per l'arquitecte estatunidenc Daniel Burnham i està situat al costat del Parc Rizal prop d'Intramuros (Manila). L'edifici adjacent, l'antic Ministeri de Finances, en el cercle d'Agrifina del Parc Rizal, és ara el Museu del Poble Filipí que conté la divisió d'antropologia i d'arqueologia. Entre les seves possessions hi ha l'Spoliarium , obra del patriota filipí Juan Luna.

## Obres destacades
- Spolarium de Juan Luna